# Марксизм в історичній науці
Марксизм в історичній науці — використання теорії і методу людино- і суспільствознавства, розроблених К.Марксом і Ф.Енгельсом у середині 19 ст., з метою пояснення історичного процесу. Теоретичні підстави запропонованої ними доктрини, що отримала назву марксизму, були сприйняті частиною інтелектуальних кіл Європи і світу як метод вивчення і тлумачення суспільних явищ минулого з їх проєкцією в майбутнє. Центр. ідеєю марксизму стало утвердження універсального погляду на закономірний природно-істор. процес прогресивної еволюції людства від примітивної сусп. організації первісних спільнот («первісного комунізму») до вищого і гуманістичного сусп. устрою — комунізму, заснованого на усуспільненні засобів вир-ва матеріальних благ, рівноправному їх розподілі між членами сусп-ва, свободі духовного вдосконалення. Осн. теор. підстави марксизму склали матеріалістична філософія з її двома складовими — матеріалізмом діалектичним і матеріалізмом історичним. Перший стверджував первинність матерії й вторинність свідомості і переносив закони діалектики на природу, людину і сусп-во. Другий — формулював поняття і теорії сусп. розвитку, засновані на екон. детермінізмі і соціальній боротьбі як рушіях сусп. поступу і змін. Незважаючи на те, що засновники марксизму вважали свою доктрину такою, що підлягає критиці, їхні послідовники, зокрема ідеологи і політики робітничого, соціалістичного, комуністичного та інших лівих соціальних рухів 19–20 ст., сприйняли її як форму «світської релігії» і завершену ідеологію «перебудови світу», як керівництво до соціальної практики.

## Різновиди марксизму
Уже в 19 ст. розпочався перегляд деяких теор. положень марксизму, який призвів до появи у 20 ст. нових «розвинутих» різновидів марксизму, зокрема, нім. ревізіонізму (Е.Бернштейн, К.Каутський), австромарксизму (М.Адлер, О.Бауер, К.Реннер, Р.Гільфердинг), рад. версії під назвою «марксизм-ленінізм» (В.Ленін, Й.Сталін), неомарксизму на Заході (Д.Лукач, К.Корш, А.Грамши, Франкфуртська школа), китайс. версії марксизму (Мао Цзедун), низки лівацьких марксистських доктрин в країнах т. зв. Третього світу. В середині і 2-й пол. 20 ст. видозмінений марксизм або його різновиди використовувалися багатьма сусп. рухами та ідеологіями для досягнення політ. цілей. Ідеї марксизму, що послужили стимулом для поглиблення наук. суспільствознавчих досліджень у 20 ст., виявилися трансформованими відповідно до нових пізнавальних здобутків у т. зв. постмарксизмі, представники якого на базі критики теор. засад марксизму сформували постмодерністські підходи до соціальної реальності (Ж.Дерида, Ф.Лакан, Ф.Бодріяр, М.Фуко), заперечивши його гол. теор. постулати — об'єктивний універсалізм, детермінізм і монізм. На їх місце вони запровадили сусп-во як «уявний конструкт», «гегемонізм» як результат спрямованої політ. дії, «логіку рівності» замість боротьби суперечностей та «радикальну демократію» замість «диктатури класу».

## Поширення марксизму
На початковому етапі поширення марксизму в 19 ст. його методологічні настанови спрямовувалися на подолання обмеженості попередніх ідеалістичних філософсько-істор. схем і зосередження уваги на вивченні реальних сусп. відносин в їх інтегрально-соціологічному вимірі. Привабливою стороною матеріалістичного підходу до історії був аналіз соціальних структур в їх конкретній взаємодії в певних часових і просторових рамках з посиленою увагою до екон. питань. Це дало підстави академічним ученим тогочасних європ. країн скептично поставитися до марксизму, запозичаючи тільки окремі компоненти його вчення про капіталізм і екон. детермінізм. Більшу популярність матеріалістичне розуміння історії знайшло серед діячів соціал-демократ. руху, які пропагували його вчення серед мас (П.Лафарг у Франції, А.Бебель, В.Лібкнехт, К.Каутський, Е.Бернштейн у Німеччині, А.Лабріола в Італії, Г.Плеханов у Росії, Ф.Зорге в США, Л.Кшивицький у Польщі та ін.). Наприкінці 60-х рр. 19 ст. марксистські ідеї з'явилися в укр. землях із Заходу. Київ. професор економії М.Зібер, а також деякі ін. професори Київського та Харківського ун-тів включили марксів аналіз капіталізму до своїх лекцій, а праця М.Зібера про Д.Рікардо була позитивно оцінена К.Марксом і Ф.Енгельсом, з якими він зустрічався особисто. Учень М.Зібера С.Подолинський під впливом марксизму написав кілька праць про капіталіст. пром-сть в Україні, а молоді галицькі інтелектуали І.Франко і М.Павлик перекладали укр. мовою і популяризували в західноукр. землях праці його основоположників. Під впливом марксизму певний час перебували відомі укр. економісти і соціологи, т. зв. легальні марксисти (див. Легальний марксизм) — Б.Кістяківський, Макс. Ковалевський, М.Туган-Барановський та ін. Прибічником марксистської інтерпретації історії до кінця життя залишався діяч західноукр. комуніст. руху Р.Роздольський, який залишив праці з історії марксизму, робітн. руху, опубліковані переважно після Другої світової війни на еміграції в США (зокрема, 2-томник «Створення К.Марксом „Капіталу“», 1968–69).

## Ревізія марксистських підвалин
Зміна сусп. умов в індустріальних країнах Заходу на поч. 20 ст., нові наук. відкриття спричинили початок ревізії марксистських підвалин, зокрема в трактуванні істор. явищ. З одного боку, в Російській імперії прихильники марксизму поряд з пропагандою марксизму розпочали його застосування до аналізу істор. минулого і теор. «вдосконалення». Найбільшою активністю вирізнявся лідер більшовицького крила рос. соціал-демократії В.Ленін, який залишив багато пропагандистських і теор. творів, в яких розвивав «активістичні» сторони марксизму, доповнюючи їх теорією «партії нового типу», покликаної завоювати владу і встановити диктатуру пролетаріату. З цих позицій він аналізував істор. минуле Росії та ін. країн, підганяючи його під висновок про «закономірність» соціаліст. революції. Підсумком його теор. розвідок стало жорстке підпорядкування науки і к-ри ідеологічним канонам («партійність»), а теоретичні і практичні висновки послужили підставою для виникнення доктрини «марксизму-ленінізму», сформульованої та догматизованої його наступником Й.Сталіним. На початках існування СРСР марксистська методологія ще давала певний простір для творчого розгляду істор. проблем і відбилася в творчості деяких її адептів (О.Богданова, М.Бухаріна, М.Покровського, Є.Тарле), але після початку «соціалістичного наступу по всьому фронту» будь-які відхилення від встановлених парт. догм каралися репресивними органами. Розпочалася розробка «марксистсько-ленінської» версії рад. та світ. історії, яка ґрунтувалася на препарованому на догоду правлячій партії висвітленні і тлумаченні минулого. Рад. істор. наука аж до краху СРСР перебувала під жорстким ідеологічним контролем комуніст. партії, а історики виконували «партійне завдання» ідеологічної обробки мас. Це не заперечувало окремих успішних творчих здобутків рад. істориків, зокрема у вивченні багатьох соціально-екон. питань минулого. Але парт. диктат і відірваність від світ. струменя істор. думки негативно відбилися на їхній фаховій підготовці, що не дозволяла на рівних із закордонними колегами виступати на міжнар. арені. Подібна ситуація, з певними відмінностями, склалася й у країнах т. зв. соціаліст. системи, які опинилися під ідеологічним контролем комуніст. партій.

## Критика марксизму
З другого боку, на Заході марксизм став в епіцентрі дискусій щодо можливості суспільно-політ. оновлення капіталіст. світу. Критиці було піддано схематичні положення марксизму про автоматизм соціальних змін, про невідворотність революц. форм перетворення сусп-ва та інші. Зх. марксисти реагували на критику й намагалися осмислити нові тенденції трансформації сусп. відносин, що стали помітними наприкінці 19 ст. Ревізія низки основоположних засад марксизму була здійснена в працях нім. та австрійс. марксистів, діячів соціал-демократії. К.Каутський одним з перших відмовився від екон. детермінізму в поясненні сусп. змін (2-томник «Матеріалістичне розуміння історії», 1927–29). Е.Бернштейн протиставив революц. шляху зміни устрою — еволюційний. Австрійс. марксисти поставили питання про доповнення марксизму здобутками соціології, психології, етнології, а також морально-етичними ідеалами. Після воєнних і революц. потрясінь 1917–23 виник напрям «неомарксизму», пов'язаний з іменами угор. комуніста Д.Лукача, нім. соціал-демократа К.Корша, італ. комуніста А.Грамши. Згодом напрям розгалузився на кілька самостійних угруповань — філософів Франкфуртської школи (В.Беньямін, Т.Алорно, Ю.Габермас), фрейдомарксистів (В.Райх, Г.Маркузе, Е.Фромм), екзистенціальних марксистів (Ж.-П.Сартр, А.Камю, М.Мерло-Понті), феноменологічних марксистів (Е.Пачі, П.Піконе, група югославського час. «Праксіс»), аналітичних марксистів (Л.Альтюссер, Л.Коен, Д.Елстер, Д.Ремер). Спільним для них було критичне переосмислення всіх складових марксистського вчення з «діалектико-гуманістичних» позицій і здобутків соціальних та гуманітарних наук. Їхні теор. напрацювання незначною мірою вплинули на історіописання на Заході, де прихильники марксизму надалі дотримувалися структурно-соціологічної моделі інтерпретації минулих явищ з особливою увагою до немайнових соціальних груп (Е.Гобсбаум, Л.Голдман, А.Лефевр, А.-В.Гоулднер, І.-Л.Горовіц, Н.Бірнбаум, Л.Левенталь, Р.Фридерікс, Ч.-Р.Міллс та ін.). Натомість методологічні корективи в творчість марксистів внесли теор. напрацювання франц. Анналів школи, в яких соціальні виміри істор. процесу органічно поєднувалися із свідомісними (історична пам'ять, ментальність) та природничо-географічними (час і середовище), а істор. явища досліджувалися із залученням методів та інструментів ін. соціальних і гуманітарних наук.

## Вплив постмодернізму
У середині і 2-й половині 20 — на поч. 21 ст. значний вплив на трансформацію істор. парадигми марксизму на Заході вчинили зміни епістемологічних засад історіографічної творчості, пов'язані з «когнітивним поворотом», постструктуралізмом і деконструктивізмом, «лінгвістичним зворотом», «культурно-антропологічним викликом», виникненням «наративної філософії історії» та ін. новаціями в розумінні соціальних процесів, котрі покриваються поняттям постмодернізм (див. Постмодернізм в історичній науці). Заг. спрямуванням ситуації постмодерну є «культурницький» підхід до всіх здобутків людського розуму, усунення (або визнання) ідеологічного забарвлення творів людської думки, акцент на культ. плюралізмі як основі соціального співжиття людей і спільнот, відмова від надмірних амбіцій раціоналізму на користь чуттєвості. Хоча внаслідок «постмодерністського виклику» наук. ідеї та ідеали попереднього часу зазнали потужного струсу, парадигми, запропоновані ним, відкрили нові обрії та можливості пізнання. Марксистська парадигма поступово розчинилася в нових напрямах і школах суспільствознавства, що виникли під впливом постмодерну — «новій історичній науці», психоісторії, інтелектуальній історії, культурно-антропологічній історії, мікроісторії, гендерній історії, усній історії, постколоніальних студіях, історії понять, історії речей тощо. Усі вони відкидають можливість наук. синтезу сусп. процесів у вигляді «метаоповідей», надають перевагу аналізу суб'єктивності в реконструкції минулих подій та явищ, яка дає змогу глибше проникнути в минулий людський світ мислення, світобачення і діяння. У такому ж ракурсі досліджується також соціальна історія різних сусп. груп та осіб. Марксизм для історичної науки перетворився з методології на об'єкт істор. аналізу.